# نحل سوري
موطنه سوريا ولبنان وفلسطين ويوجد منه صنفان أحدهما صغير الحجم وميال بشدة للتطريد، شرس الطباع ويدعي بالنحل السيافي، الملاحظ إن هذا الصنف يبني أقراصه الشمعية بشكل موازي لباب مسكنه، وهذة أهم الميزات التي تميزه عن الصنف الثاني الذي يدعي بالنحل الفنامي والذي يتصف بأنه أكبر من حجم الأول ولونه مائل للسواد ويغطي بطن الشغالة شعر رمادي ويعتبر أفضل من الصنف الأول وأقل منه شراسة .